# Ahmad ibn Ajiba
Abd Allāh Ahmad ibn Muhammad ibn al-Mahdī ibn ‘Ajība, (arabe: عبد الله أحمد إبن محمد إبن المهدي إبن عجيبة) né aux environs de 1747 à al-Khamīs, village situé entre Tanger et Tétouan, est un théologien soufi marocain.

## Biographie
Shérif hāsanī de la tribu des Anjrā, Ahmad ibn Ajiba montra très tôt un vif intérêt aussi bien pour les sciences de la Loi (Sharī‘a) que pour le soufisme et se rendit auprès de divers maîtres pour apprendre et se perfectionner. Devenu adulte, il débuta alors ses études de la science exotérique (‘ilm az-zāhir) qu’il poursuivit douze ans durant avant de se rattacher à la tarīqa darqāwiyya. Auteur d’une quarantaine d’ouvrages religieux ou poétiques, il a rédigé également un commentaire du Coran et des hadith ainsi que des recueils de théologie et de soufisme. C’est en 1793, à l’âge de quarante huit ans, qu’il fait la connaissance à Fès de Mawlāy al-‘Arabī al-Darqāwī qui devint son shaykh. Ahmad b. ‘Ajība était alors chargé de famille, titulaire de plusieurs chaires d’enseignement dans les mosquées et les écoles de Tétouan, il avait une situation aisée et divers biens qu’il abandonna quand il entra dans la voie soufie et tourna le dos aux honneurs de la vie mondaine pour se consacrer exclusivement à la voie spirituelle. Il se mit à porter le vêtement des soufis, pratiqua le renoncement au monde et dut mendier. Ce qui fut, pour lui, une véritable épreuve. Il en fait le récit dans son Fahrasa ainsi que de toutes les autres épreuves qu’il connut alors. Son changement d’attitude lui vaudra les foudres de l’orthodoxie locale et principalement des ‘ulama exotéristes qui le persécuteront. Il fut même emprisonné mais obtint gain de cause et, à la demande de son shaykh, partira se réfugier dans la campagne. Il alla alors de hameau en hameau porter le message du « retour vers Dieu » et s’entoura bientôt de très nombreux disciples. Quand, entre 1799 et 1800, la grande peste vint à frapper Tétouan où il demeurait, il ne suivit pas le conseil des autorités qui invitaient ceux qui le pouvaient à fuir la ville. Il y perdit tous ses enfants mais n’en écrivit pas moins un traité blâmant l’attitude de ceux qui pensaient pouvoir échapper au décret divin en fuyant. Il mourra lui-même de la peste en 1809. Ahmad b. ‘Ajība est enterré dans le petit village de Zammije, entre Tanger et Tétouan.

## Ouvrages
Il écrivit beaucoup de livres, dont les plus célèbres sont :
- 'Ibâd Un Ni'am 'An Iqâz Il Himam, qui est un commentaire des Hikam de Ahmad Ibn 'Ata Allah,
- Bahr Ul Madîd Fî Tafsîr Il Qur°ân Il Majîd, qui est une exégèse du Coran,
- Futûhât Ul Ilâhiyyah (les ouvertures divines),
- Durar Un Nâthirah Fî Tawjîh Il Qirâ°ât Il Mutawâtirah, sur les différents modes de récitation du Coran.